# Máquina de lavar louça

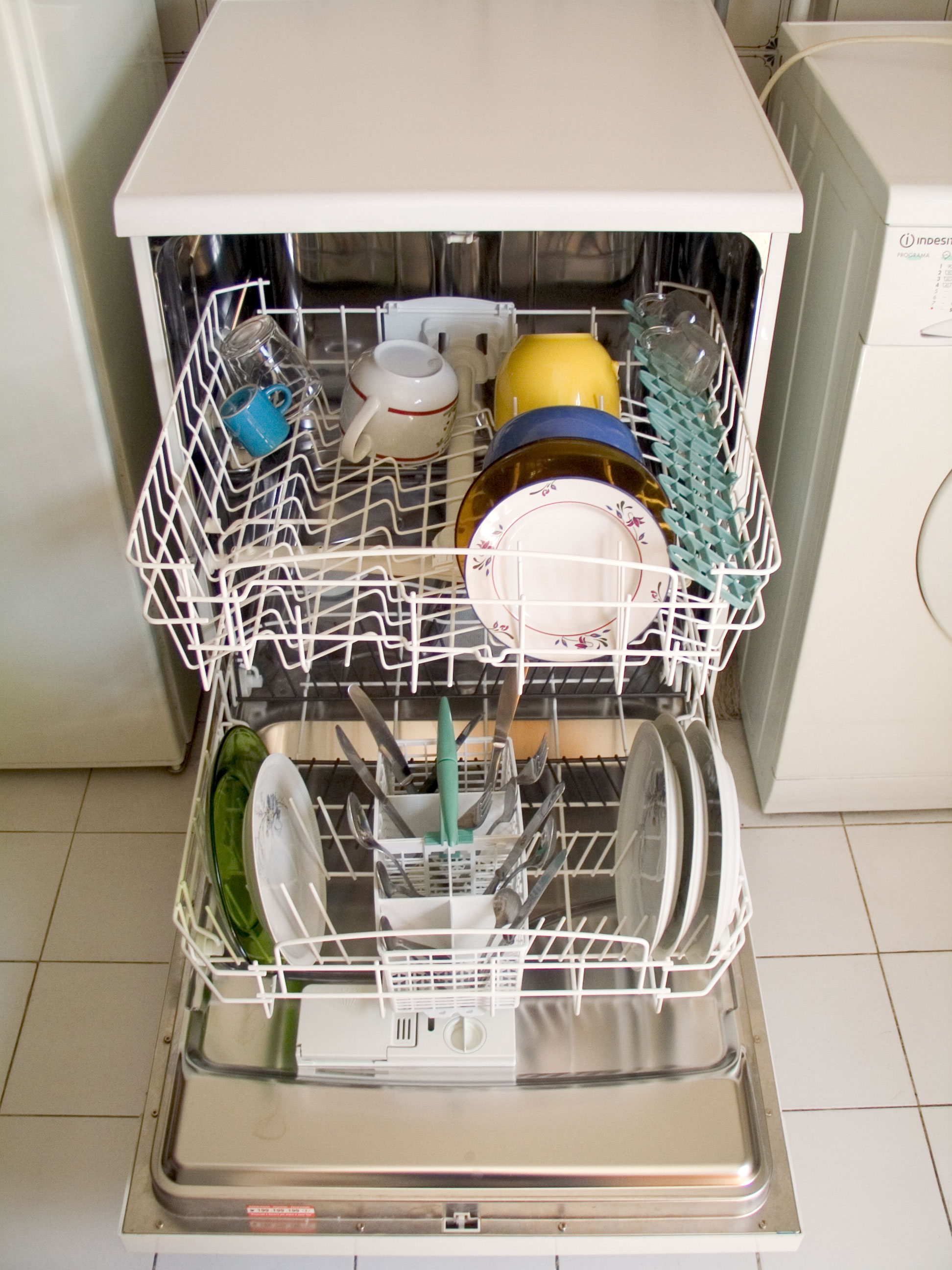
Uma típica máquina de lavar louça aberta e carregada de pratos e talheres.

Máquina de lavar loiça (português europeu) ou Lava-louças (português brasileiro) (também conhecida como máquina de lavar louças ou lavadora de louças) é um aparelho eletrodoméstico cuja finalidade é de lavar dos apetrechos utilizados na cozinha, principalmente aqueles empregados no preparo e consumo das refeições. Muito comum nos países desenvolvidos, como Portugal, mas não é um eletrodoméstico popular no Brasil. Pode-se utilizar água quente ou fria nas lavagens. O detergente usado deve produzir menor quantidade de espuma para garantir a eficiência do processo de lavagem.

## História

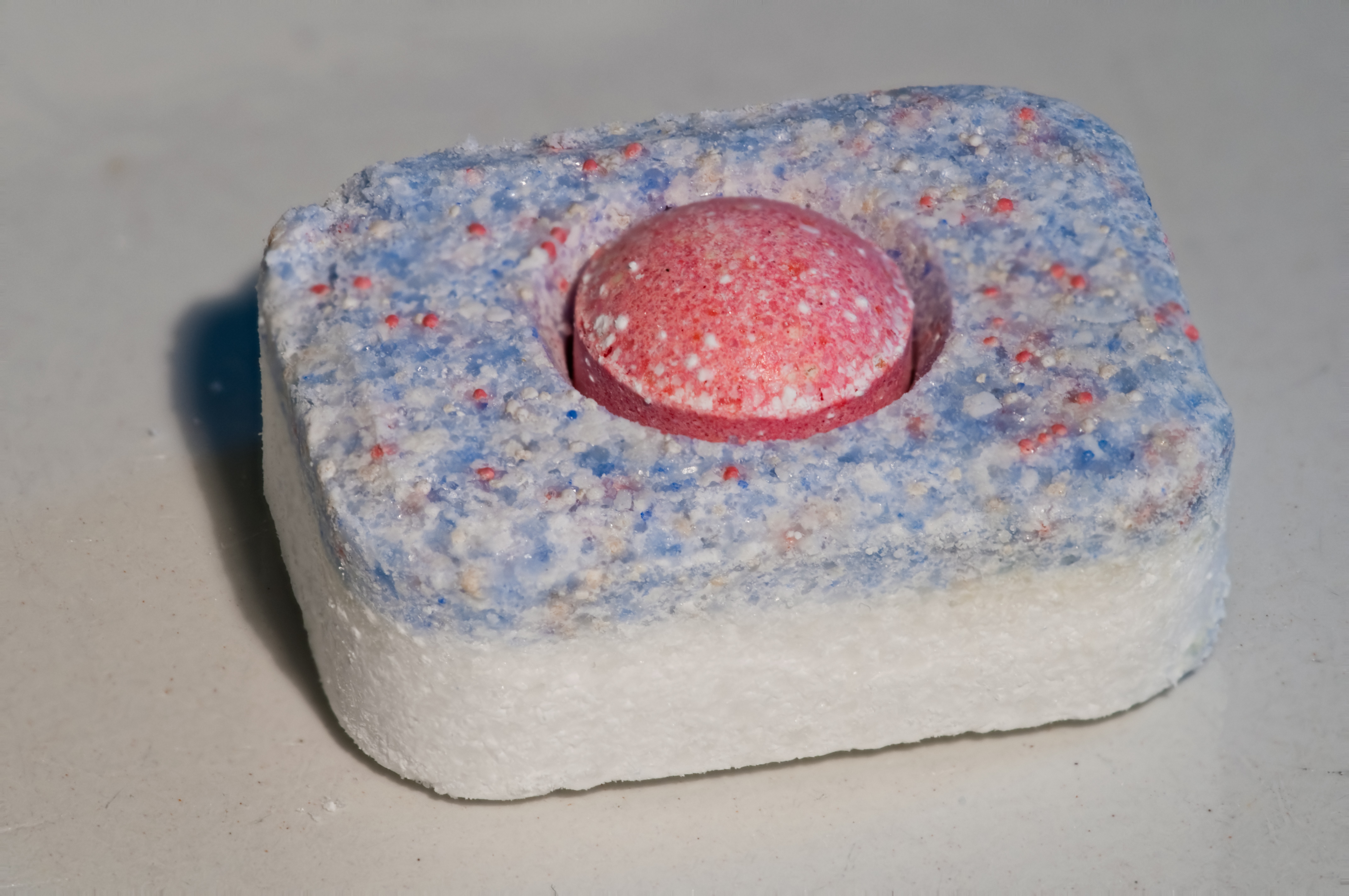
Detergente sólido de uma máquina de lavar louça.

A história das úteis lavadoras de louças se inicia em 1850, quando Joel Houghton desenvolveu um equipamento muito parecido, o qual funcionava de forma manual. As lavadoras modernas surgiram por meio de Josephine Cochrane, em 1886. Cochrane aprimorou a máquina de lavar louças para que seus empregados não estragassem suas peças de porcelana.
Os modelos ligados diretamente a uma fonte de água começaram a ser fabricados na década de 20, já os que se conectavam a uma fonte elétrica, a partir de 1940.
No início, as lavadoras de louças começaram a ser utilizadas apenas em bares e restaurantes, onde a demanda era muito grande. Somente nos anos 70 é que se registrou o uso doméstico do aparelho.